# 高村透
 高村 透 （たかむら とおる、1983年4月18日 -）は、日本の小説家。兵庫県神戸市出身。

## 経歴
神戸大学大学院人文学研究科博士前期課程修了、元・銀行コンプライアンス調査室員。また、劇団にて作・演出等を手掛けていたが、同劇団は事実上解散。2002年に、小説処女作「光の太陽」が新聞紙面に掲載されたことがあった。それから8年後の2010年、アスキー・メディアワークスの発行する電撃文庫より、『理想の彼女のつくりかた』でプロ作家デビューを果たす。以後、SF、青春、会社など、ジャンルを問わずテーマを見つけ、そこに生きる人達を描いている。

## 人物
もともと安部公房や、レイナルド・アレナス、ヴィクトル・ペレーヴィンなどを好む純文学嗜好であり、18歳のころから小説を書き始め、〈群像〉などに投稿していた。しかし大学院に在学していたころ「ふと書けなくなってしま」い、そんなとき読者とテクストの関係性自体をおもしろく書けないかというところから、『理想の彼女のつくりかた』の原案を思いついたという。その案を形にする過程で、漫画のような読み心地を模索した結果、ライトノベルというフィールドを見つけ（竹宮ゆゆこの『とらドラ!』や、入間人間の『嘘つきみーくんと壊れたまーちゃん』などが印象的だったと語っている）、ライトノベルを勉強する中で書き上げたものが、第16回電撃小説大賞に応募され編集者の目に留まり、デビューを果たす作品となった。

## 作風
デビュー作では、前後の文脈なく登場人物が奇妙なセリフを言ったり（例：160頁）するなどの手法からシュールな展開を印象付け、読者に戸惑いを生んだ。このことに関して高村は、「ライトノベルの王道レーベルで書くのは辛かった」「ライトノベルを主に読む層に、自分がそこまでマッチしていないような気もしていたもので」と話し、それゆえライトノベルを卒業した人をターゲットとしたメディアワークス文庫の創刊はありがたかったという。
高村はそんな自身の作風について、「物語の展開であったり、思想であったり、シュールなものを好きなのは、安倍公房の影響が強いんじゃないかと思います」と述べ、また学生時代の演劇活動が「かなり不条理で、本当にシュールな、現実離れした展開も平気で採用され」る世界だったため、それが作品の方向性を決める一因になったと語る。またシュールさというものへの想いとして、「どれだけ現実のものであっても、それを抽象化してシュールにしたほうが、むしろその中心や、核となるものがわかりやすくなって、内面性がより吐露される感じを受けるんです。」と話している。

## 作品リスト

### 電撃文庫
- 理想の彼女のつくりかた ――第一稿 のはずがポンコツだなんて、そ、そんなバカなっ! （2010年8月）
- 理想の彼女のつくりかた 2 ――第二稿 雨と紫陽花とセカンドガール （2010年12月）
- 理想の彼女のつくりかた 3 ――第三稿 彼女と僕のアラウンド （2011年4月）
- クロバンス戦記 ブラッディ・ビスカラ （2016年9月）
- あの、一緒に戦争（ブカツ）しませんか? （2017年6月）

### メディアワークス文庫
- 逃げろ。（2011年12月）
- 金星で待っている（2012年5月）
- バンク!　コンプライアンス部内部犯罪調査室（2012年10月）
- わたしを追いかけて（2014年5月）
- 愛して愛して愛してよ（2014年11月）
- おきつねさまのティータイム（2015年10月）
- 幸せは口座に預けることはできません はみだし銀行員の業務日誌（2018年11月）

### 早川書房
- くじらの潮をたたえる日（2013年6月）

### 雑誌掲載作品
小説
- 「自分を変えようと思って戦争（ブカツ）をはじめた四月の女の子」 : 『電撃文庫MAGAZINE』Vol.56（2017年7月号、2017年6月発売）掲載

エッセイなど
- 「ありがとうが言いたくて」：『ミステリマガジン』2013年10月号 掲載